# Suburbia (Pet Shop Boys)
Suburbia è un singolo del gruppo musicale britannico Pet Shop Boys, pubblicato il 22 settembre 1986 come quarto estratto dal primo album in studio Please.
Si tratta del secondo brano dei Pet Shop Boys ad entrare nella Top 10 della Official Singles Chart, piazzandosi all'ottava posizione. A differenza della versione inclusa nell'album, molto più semplice ed elettronica come sound, la versione proposta come singolo è musicalmente più elaborata ed orientata sul synth pop puro.
La raffigurazione terribile del sobborgo rese Suburbia uno tra i singoli più citati per la descrizione della realtà dello stesso.

## Descrizione
I Pet Shop Boys scrissero Suburbia ispirati dall'omonimo film del 1983 diretto da Penelope Spheeris, che parallelamente al testo del brano narra la violenza e lo squallore dei suburbi di Los Angeles; in aggiunta di ciò, la tensione dei rioni di Brixton del 1981 e del 1985 (di cui Tennant ricordò) indusse il duo a pensare alla situazione che la gioventù dei suburbi potesse vivere.
Il brano contiene anche diversi campionamenti che ricordano le violenze che accadono nei suburbi: rumori di folla, cani che abbaiano e vetri rotti. Questi campionamenti sono presenti anche nel relativo videoclip che il duo girò. Questo è uno dei tanti elementi che differenziano la versione singola dalla versione originale inclusa in Please.
Tornando al videoclip, diretto dal fotografo Eric Watson, il duo decise di girarlo nei suburbi di Los Angeles. La decisione fu presa anche in considerazione al fatto che i Pet Shop Boys si trovavano a Los Angeles in occasione degli MTV Music Awards del 1986.
Fra i b-side del singolo compaiono brani nuovi (Jack the Lad e Paninaro) e diversi remix di Suburbia, fra cui il "The Full Horror mix". Qualche mese dopo il duo incluse quest'ultimo remix, assieme ad una versione estesa di Paninaro nel loro album di remix Disco.

## Tracce
7" (Regno Unito)
- Lato A

1. Suburbia (New Version) – 3:59

- Lato B

1. Paninaro – 4:37

doppio 7" (Regno Unito)
- Lato A

1. Suburbia (New Version) – 3:59

- Lato B

1. Paninaro – 4:37

- Lato C

1. Love Comes Quickly (Shep Pettibone Mastermix) – 6:20

- Lato D

1. Jack the Lad – 4:30
2. Suburbia (Part Two) – 2:20

MC (Regno Unito)
- Lato A

1. Suburbia (New Version) – 3:59
2. Paninaro – 4:37

- Lato B

1. Jack the Lad – 4:30
2. Love Comes Quickly (Shep Pettibone Remix) – 7:34

12" (Regno Unito)
- Lato A

1. Suburbia (The Full Horror) – 8:55

- Lato B

1. Paninaro – 4:37
2. Jack the Lad – 4:30

12" (Stati Uniti)
- Lato A

1. Suburbia (The Full Horror) – 8:55

- Lato B

1. Suburbia (New Version) – 3:59
2. Jack the Lad – 4:30

## Classifiche
| Classifica (1986)                                | Posizione massima |
| ------------------------------------------------ | ----------------- |
| Austria                                          | 9                 |
| Belgio (Fiandre)                                 | 1                 |
| Francia                                          | 74                |
| Germania                                         | 2                 |
| Irlanda                                          | 3                 |
| Italia                                           | 18                |
| Nuova Zelanda                                    | 5                 |
| Paesi Bassi                                      | 3                 |
| Regno Unito                                      | 8                 |
| Stati Uniti                                      | 70                |
| Stati Uniti (hot dance club play)                | 46                |
| Stati Uniti (hot dance music/maxi-singles sales) | 37                |
| Svezia                                           | 6                 |
| Svizzera                                         | 3                 |